# Simon van Vliet

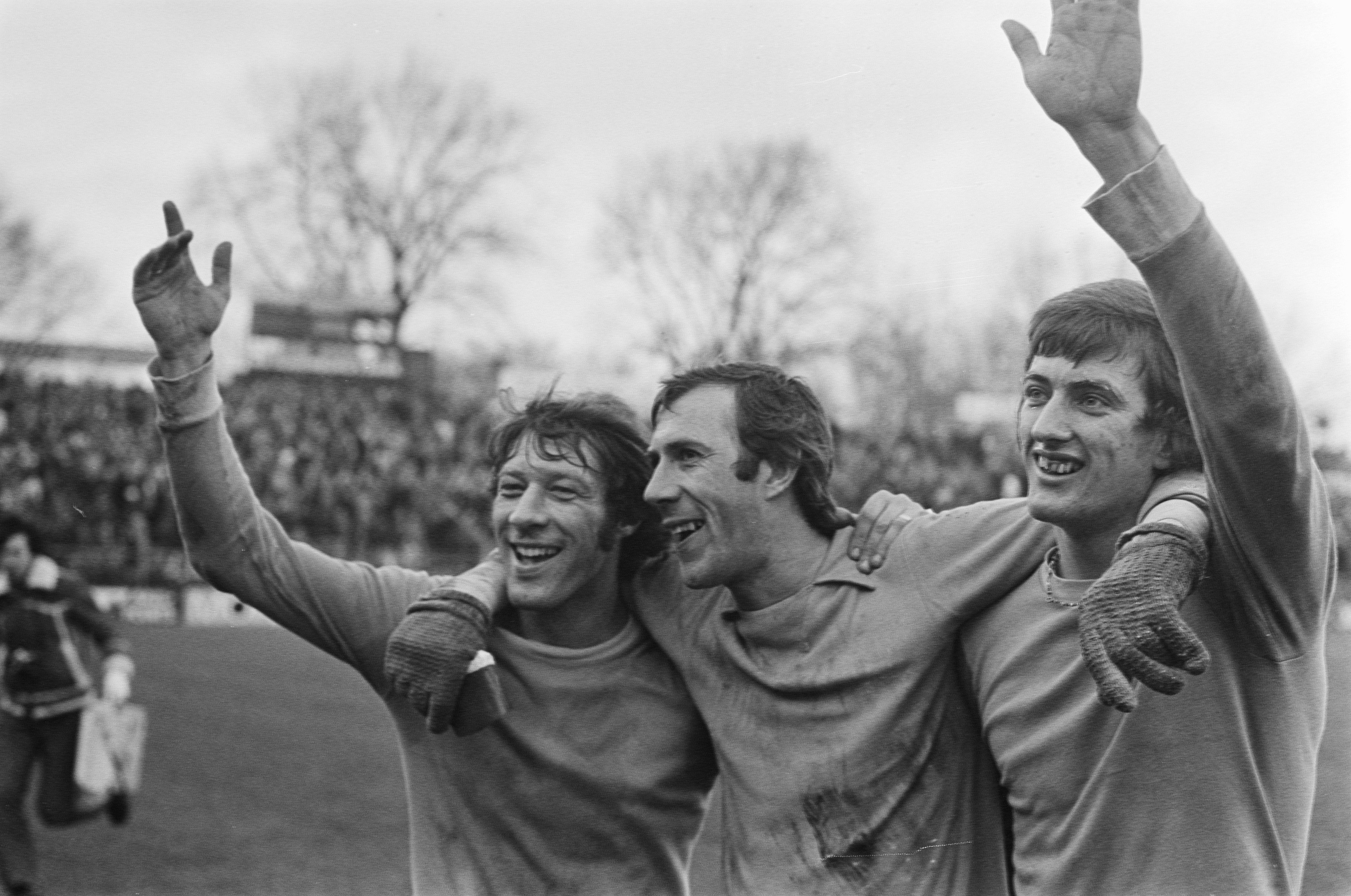
Simon van Vliet (rechts) viert feest met zijn ploeggenoten Mansveld (links) en Thie (midden)

Simon van Vliet (Den Haag, 31 maart 1951) is een voormalig profvoetballer die dertien seizoenen voor FC Den Haag uitkwam, de club waar zijn carrière begon en eindigde.
Van Vliet speelde als voorstopper en vormde samen met spelers als Aad Mansveld en Joop Korevaar de achterhoede van de club. Hij maakte onder meer de winst in de KNVB beker-finale tegen FC Twente in 1975 en diverse wedstrijden in de Europa Cup II mee. In het seizoen 1980-1981 speelde Van Vliet kortstondig voor Excelsior, waarmee hij degradeerde naar de eerste divisie. Hierop keerde Van Vliet terug in de residentie, maar ook met FC Den Haag degradeerde hij in 1982, waarna hij zijn profloopbaan beëindigde.
Na zijn actieve carrière werd Van Vliet leraar lichamelijke oefening (onder meer op het toen nog zo hetende Thomas More College in Den Haag). Ook trainde hij enkele clubs in het amateurvoetbal, zoals HMSH in Den Haag en VELO in Wateringen. Van Vliet woont in Wateringen.